# Baconsthorpe
Baconsthorpe är en ort och civil parish i Storbritannien.   Den ligger i grevskapet Norfolk och riksdelen England, i den sydöstra delen av landet, 180 km nordost om huvudstaden London. Baconsthorpe ligger 77 meter över havet och antalet invånare är 232.
Terrängen runt Baconsthorpe är huvudsakligen platt. Baconsthorpe ligger uppe på en höjd. Runt Baconsthorpe är det ganska tätbefolkat, med 104 invånare per kvadratkilometer. Närmaste större samhälle är North Walsham, 16,3 km öster om Baconsthorpe. Trakten runt Baconsthorpe består till största delen av jordbruksmark.